# Deutsche Cadre-45/2-Meisterschaft 1941
Die Deutsche Cadre-45/2-Meisterschaft 1941 war eine Billard-Turnierserie und fand vom 24. bis zum 27. April 1941 in Leipzig zum 22. Mal statt.

## Geschichte
Der Wiener Ernst Reicher, der für den Leipziger Billardsportverein an den Start ging, wurde erstmals Deutscher Meister im Cadre 45/2. In der entscheidenden letzten Partie gegen den eigentlichen Favoriten Walter Joachim siegte Reicher mit 400:308 in 24 Aufnahmen. Den dritten Platz sicherte sich der nach Bamberg gewechselte Nürnberger Pretorius Wagner.
Die Meisterschaft wurde offiziell als Deutsche Kriegsmeisterschaft ausgetragen. Durch das Kriegsgeschehen war der neue Rekordhalter Walter Lütgehetmann gezwungen seine Teilnahme an der Meisterschaft mangels Trainingsmöglichkeit abzusagen.
Aufgrund der Annexion Österreichs durch Nazi-Deutschland nahmen auch Wiener Spieler an der Deutschen Meisterschaft teil.

## Turniermodus
Das ganze Turnier wurde im Round-Robin-System bis 400 Punkte mit Nachstoß gespielt. Bei MP-Gleichstand wird in folgender Reihenfolge gewertet:
1. MP = Matchpunkte
2. GD = Generaldurchschnitt
3. HS = Höchstserie

## Abschlusstabelle
| MP    | Match Points (Sieger = 2; Unentschieden = 1; Verlierer = 0) |
| Pkte. | Erzielte Karambolagen                                       |
| Aufn. | Benötigte Versuche                                          |
| GD    | Generaldurchschnitt                                         |
| BED   | Bester Einzeldurchschnitt eines Spielers                    |
| HS    | Höchstserie                                                 |
|       | Bester GD des Turniers                                      |
|       | Bester ED des Turniers                                      |
|       | Beste HS des Turniers                                       |
|       | 1. Platz (Gold)                                             |
|       | 2. Platz (Silber)                                           |
|       | 3. Platz (Bronze)                                           |

| Klassement                 | Klassement                    | Klassement | Klassement | Klassement | Klassement | Klassement | Klassement |
| Platz                      | Name                          | MP         | Pkte.      | Aufn.      | GD         | BED        | HS         |
| -------------------------- | ----------------------------- | ---------- | ---------- | ---------- | ---------- | ---------- | ---------- |
| 1                          | Ernst Reicher (Leipzig)       | 16:0       | 3200       | 185        | 17,29      | 26,66      | 127        |
| 2                          | Walter Joachim (Berlin)       | 14:2       | 3108       | 162        | 19,18      | 50,00      | 195        |
| 3                          | Pretorius Wagner (Bamberg)    | 10:6       | 2631       | 216        | 12,18      | 18,18      | 103        |
| 4                          | Heinrich Schwarzer (Wien)     | 8:8        | 2887       | 236        | 12,23      | 20,00      | 107        |
| 5                          | Ernst Rudolph (Essen)         | 8:8        | 2460       | 205        | 12,00      | 20,00      | 93         |
| 6                          | Gerd Thielens (Gelsenkirchen) | 6:10       | 2558       | 174        | 14,70      | 28,57      | 189        |
| 7                          | Heinrich Spanner (Straubing)  | 4:12       | 2650       | 211        | 12,55      | 18,18      | 128        |
| 8                          | Josef Bolz (Köln)             | 4:12       | 2205       | 247        | 8,92       | 10,52      | 92         |
| 9                          | Josef Janzen (Oberhausen)     | 2:14       | 1829       | 226        | 8,09       | 9,30       | 63         |
| Turnierdurchschnitt: 12,63 |                               |            |            |            |            |            |            |